# Pelophryne guentheri
Pelophryne guentheri é uma espécie de sapo da família Bufonidae. Ele é endêmico na Indonésia e na Malásia. Seu habitat natural são as florestas úmidas das terras baixas, em áreas tropicais e subtropicais, e marismas intermitentes de água doce. Está ameaçado pela perda do seu habitat.